# François-Paul de Lisola
Le baron François-Paul de Lisola est un homme d'État, habile diplomate qui s'est mis au service des Habsbourg et a rédigé des ouvrages dénonçant la politique des rois de France, né en 1613 à Salins dans le comté de Bourgogne et mort Autriche à Vienne en 1674.
François-Paul de Lisola fut par ses écrits, largement diffusés dans le Saint-Empire romain germanique et en Angleterre, un des adversaires les plus acharnés de Louis XIV, dont il dénonça dès 1667 dans le Bouclier d'Etat et de Justice les « prétentions qui s'étendent presque sur toute l'Europe ».
N'étant pas noble, avant de recevoir le titre de baron du Saint-Empire (en allemand : Reichsfreiherr) en 1659, François-Paul de Lisola n'a jamais été ambassadeur, mais résident, diplomate, publiciste défendant les intérêts de la Maison des Habsbourg d'Autriche, empereurs du Saint-Empire, s'opposant aux prétentions des rois de France par des moyens qui ont amené Louvois à donner l'ordre de l'arrêter et s'il s'opposait, de le tuer.
Il utilisa les pseudonymes François de Warendorp , Christophorus Wolfgangus, Christophe Wolfgang et Christophe Wolfphany. 

## Biographie
François-Paul de Lisola appartient à une famille noble d'origine génoise qu'il disait être liée à la famille Spinola, le rapprochant d'Ambrogio Spinola, général génois commandant l'armée espagnole de Flandre et ayant remporté le siège de Bréda, en 1625. Il est né à Salins, fils de Jérôme Lisola, écuyer, seigneur de Thise, et de Suzanne Recy, baptisé le 22 août 1613,. Son père était né à Lyon. Il a quitté Lyon pour s'installer à Besançon où il est reçu citoyen le 23 juin 1592 et l'année suivante il est greffier dans une cour de justice de l'archevêque de Besançon. En 1614, il est associé en amodiation des salines de Salins. Son frère, Jérôme de Lisola, a été un chanoine de la cathédrale de Besançon. Il a étudié le droit à Dole où il a obtenu son doctorat.
La Franche-Comté était une possession des Habsbourg depuis le traité de Senlis après le mariage de Maximilien d'Autriche avec Marie de Bourgogne. Maximilien d'Autriche a organisé la gestion de ses possessions en quatre cercles. Les Pays-Bas et la comté de Bourgogne faisaient alors partie du cercle de Bourgogne. Charles Quint a divisé ses possessions entre les Habsbourg d'Espagne et la branche autrichienne en 1556. Le comté de Bourgogne, la Franche-Comté, est alors une des possessions du roi d'Espagne Philippe II qui y règne en tant que comte de Bourgogne. Il lègue la comté à sa fille Isabelle d'Autriche à condition qu'elle épouse son cousin, l'archiduc Albert d'Autriche, en 1598. Le comté de Bourgogne devait revenir au roi d'Espagne s'ils n'avaient pas d'héritier mâle. Le pacte de neutralité de la Franche-Comté conclu avec la France est renouvelé en 1611 jusqu'en 1640.  Albert d'Autriche meurt en 1621 sans héritier et Isabelle d'Autriche se retire chez les Clarisses. La Franche-Comté est alors administrée par Philippe IV. 
Isabelle d'Autriche meurt en 1633 et la Franche-Comté revient en pleine propriété aux Habsbourg d'Espagne. En mars 1634, Lisola prononce l'éloge d'Isabelle d'Autriche à Dole en 1634. Le succès de ce discours a amené à son impression. Cet éloge n'est pas une polémique contre la politique de la France. Il célèbre la veuve ayant pris le voile, la protectrice des arts, sa protection de la Contre-Réforme. Avant cet éloge, il s'était exercé à la poésie car on trouve neuf stances de six vers de lui dans La Sylvanire de Jean Mairet, en 1630. On trouve aussi un sonnet de lui dans le livre de Jean Puget de La Serre, Histoire curieuse de tout ce qui s'est passé à l'entrée de la Reyne, mère du Roy très chrestien, dans les villes des Pays Bas publié en 1632 (lire en ligne). Il a commencé sa carrière comme avocat à Besançon qui est alors une terre d'Empire relevant de l'empereur du Saint-Empire romain germanique. 
Louis XIII intervient dans la guerre de Trente Ans en 1635. Il rompt le pacte de neutralité sur la Franche-Comté en 1636 et commence la guerre de Dix Ans. Les troupes françaises font le siège de Dole en 1636. Lisola est mêlé à des troubles à Besançon en 1638. La Franche-Comté est dévastée par les troupes françaises en 1638. Lisola se rend à Vienne en 1639 où il s'est mis au service de Ferdinand III. Louis XIV vient juste de naître.

### Première ambassade à Londres (1640-1645)
Il a acquis la faveur de l'influent Maximilian von und zu Trauttmansdorff. À sa demande, il est envoyé à Londres en 1640. Là, il s’est efforcé d’aborder les questions politiques. L'objet de cette première mission est d'éviter le rapprochement entre l'Angleterre de Charles Ier et la France de Louis XIII. Ce rapprochement avait une première cause : La guerre de Trente Ans a été provoquée par l'acceptation en 1619 du trône de Bohême par l'électeur du Palatinat Frédéric V Wittelsbach, protestant et à la tête de l'Union protestante, contre l'empereur Ferdinand II. Il s'était marié en 1613 avec Élisabeth Stuart, fille de Jacques Ier et sœur de Charles Ier, rois d'Angleterre. Ferdinand V du Palatinat est battu en 1620 à la bataille de la Montagne-Blanche et mis au ban de l'empire par l'empereur Ferdinand II en perdant aussi le Palatinat qui est donné à la branche catholique de la famille Wittelsbach, Maximilien Ier de Bavière. Les rois d'Angleterre vont essayer d'aider Frédéric V à retrouver le Palatinat. Jacques Ier avait envoyé une expédition pour l'aider en janvier 1625, mais il meurt en mars. Charles Ier a continué a appuyé son beau-frère. Il s'est marié le 13 juin 1625 avec Henriette Marie de France, sœur de Louis XIII. Le roi d'Angleterre a demandé à l'empereur de restituer le Palatinat à Frédéric V, mort en 1632, et à son fils Charles Ier Louis du Palatinat. Ferdinand II meurt en 1637, remplacé par Ferdinand III. Devant le refus de l'empereur, Charles Ier s'est rapproché de Louis XIII et Richelieu en 1637 en leur promettant de déclarer la guerre à l'empereur contre l'appui de Charles Louis pour lui obtenir la restitution du Palatinat. Charles-Louis publie en 1637 un manifeste pour soutenir ses prétentions sur le Palatinat. Grâce à des subsides anglais, Charles Louis et son frère Rupert lèvent un corps d'armée renforcé par des troupes envoyées par Axel Oxenstierna, Grand chancelier de Suède. Ils entreprennent le siège de Lemgo, en Westphalie, mais doivent le lever à l'arrivée de l'armée impériale et sont battus le 17 octobre 1638 à Vlotho par Melchior von Hatzfeldt. Le prince Rupert est fait prisonnier gardé à Linz pendant trois ans. Libéré, il a commandé la cavalerie royaliste pendant la Première révolution anglaise, à partir de 1642. Il est fait duc de Cumberland en 1644.  Il a tenté de trouver un accord avec Charles Louis du Palatinat.
La seconde cause du rapprochement entre les rois d'Angleterre et de France vient des troubles religieux. En Angleterre, pays anglican, l'opinion publique craint le rétablissement du catholicisme.Lisola, présent à Londres depuis 1640, reçoit ses lettres de créance en août 1641. Il a découvert à Londres les conflits religieux en Angleterre. Ils vont commencer en 1639-1640 par les guerres des évêques entreprises par Charles Ier contre les Écossais calvinistes. Dans ses rapports envoyés à l'empereur Ferdinand III en 1640 et 1641 il décrit les troubles religieux en Angleterre qui poussent Charles Ier à se rapprocher de Louis XIII. 
Lisola va surtout s'opposer à la politique de Richelieu qui cherche à séparer les Habsbourg d'Autriche des Habsbourg d'Espagne et à empêcher aux premiers de se rendre maître de l'Allemagne. Dans une lettre de 1640 à Maximilian von und zu Trauttmansdorff, il remarque que la guerre a obligé le roi de France à augmenter les impôts ce qui a provoqué des troubles dans les provinces. Il propose à l'empereur de soutenir financièrement ces révoltes. Il a également soutenu des émigrés français opposés à Richelieu, Benjamin de Rohan et Bernard de La Valette réfugiés à Londres. Lisola n'a pas réussi à s'imposer face aux ambassadeurs français. Sa première mission a échoué mais il a écrit à l'empereur que la meilleure façon de l'aider s'était que « les parties continuent à lutter avec des forces à peu près égales ; aussi m'opposé-je de tout mon pouvoir à une réconciliation entre le roi et le parlement ». Lisola rédige à Londres, en juin 1644, un texte sur la situation en Angleterre dont il ne subsiste plus qu'une copie. Il doit quitter précipitamment Londres où sa maison est pillée. Il est à Bruxelles en janvier 1645.
Pendant cette première mission diplomatique il a fait la connaissance de certains personnages dont il va cultiver les relations pendant sa seconde mission diplomatique à Londres

### Après 1645
Il a fait nommer Jean Mairet résident de Franche-Comté à Paris, fonction que celui-ci exerça de 1645 à 1653, date à laquelle Mazarin l'exila par lettre de cachet, alors que Lisola allait le faire nommer résident de l'empereur à Paris.
Il participe en 1646 aux négociations de la paix à Münster, mais temporairement à cause de ses sentiments anti-français. Pendant ces discussions le cardinal Mazarin a écrit dans un Memorandum aux négociateurs français, daté du 20 janvier 1646, que « l'acquisition des Pays-Bas forme à la ville de Paris un boulevard inexpugnable. Ce serait alors que l'on pourrait l'appeler le cœur de la France (Paris), et il serait placé dans l'endroit le plus sûr du royaume ». Pour ce faire, il envisageait d'échanger la Catalogne y compris le Roussilon qui est occupée par la France contre les Pays-Bas espagnols. Les Pays-Bas espagnols vont constituer un enjeu pour l'empereur du Saint-Empire, le royaume d'Espagne, les Provinces-Unies et le royaume d'Angleterre. Pour Lisola, c'est une « avant-muraille », c'est-à-dire une ceinture défensive protégeant du « grand pouvoir de la France ».
Après la mort de Ladislas IV Vasa, le 20 mai 1648, il est envoyé en Pologne pour défendre les intérêts de l'empereur. Il écrit le 5 septembre 1648 à Jean-Adolphe de Schwarzenberg en attribuant le soulèvement des cosaques « au manquement d'un roi ou du moins d'un chef, qui puisse agir avec l'autorité suffisante pendant l'Interrègne » (il s'agit de l'interrègne entre Ladislas IV et Jean II Casimir Vasa).
Pendant la Fronde, il a essayé de créer une alliance en Alsace pour s'opposer au gouvernement de cardinal Mazarin. En l'absence de soutien espagnol, cette tentative a échoué.

### Ambassade en Pologne (1655-1661) et missions diplomatiques auprès de l'électeur de Brandebourg (1655-1658)
Pendant la première guerre du Nord, Lisola fait une première mission diplomatique auprès de le Grand électeur de Brandebourg Friedric-Guillaume Ier en 1655-1657, puis en 1658. Le Grand électeur, duc de Prusse, était un vassal du roi de Pologne pour ce duché. En 1656, il a décidé de rompre son serment de fidélité et de s'allier au roi de Suède. Après la mort de l'empereur Ferdinand III de Habsbourg, Lisola avait amené le Grand électeur à considérer la candidature à l'Empire de Léopold Ier, roi de Bohême et de Hongrie, comme la seule possible mais il souhaitait qu'une capitulation soit signée par le futur empereur pour garantir  le maintien des clauses de la paix de Westphalie. Grâce à la médiation de Lisola, le traité de Wehlau est signé entre le Grand électeur et le roi de Pologne Jean Casimir, le 19 septembre 1657, garantissant l'entière souveraineté de Frédéric-Guillaume sur le duché de Prusse, ainsi que le traité de Bromberg (ou Bydgost), le 6 novembre 1657. Pour faire respecter par l'empereur les termes de la capitulation et des traités de Westphalie, les princes allemands opposés à l'élection de Léopold Ier se sont regroupés dans la Ligue du Rhin, le 14 août 1658. L'empereur Léopold Ier décide de prendre le parti du roi de Pologne contre la Suède avec un traité d'alliance signé le 30 mai 1657. Le 9 février 1658 est signé le traité de Berlin entre l'empereur et le Grand électeur. Il a également permis d'obtenir du roi de Pologne la reconnaissance du pouvoir souverain de l'électeur de Brandebourg sur le duché de Prusse au traité d'Oliva.
Il a d'abord été apprécié par le roi de Pologne Jean II Casimir Vasa et la reine Louise-Marie de Gonzague, mais en 1661, il s'aperçoit que la reine a entrepris de faire élire un successeur du vivant de son mari et s'emploie à ce que ce soit un prince français. Lisola va intriguer auprès des sénateurs polonais pour faire échouer les intrigues de la reine. La reine mise au courant lui a fait dire que « les cabales qu'il faisait dans le Royaume empeschoient leurs Majestés de le plus admettre à l'audience ». Lisola voulant savoir si cette décision touchait aussi les audiences qui étaient nécessaires pour les négociations qui intéressaient l'empereur demanda audience au roi. Celui-ci lui fit dire que s'il avait une proposition à présenter il le fasse par écrit. Lisola en informa l'empereur qui s'est étonné de cette position. Le roi de Pologne demanda à son représentant à Vienne, Vespasien Landscoronski, d'expliquer les raisons de cette décision. L'empereur qui ne souhaitait pas voir un prince français sur le trône de Pologne approuva l'action de son résident, mais celui-ci ne pouvant plus remplir son rôle de négociateur auprès du roi de Pologne, il le rappela à Vienne.

### Mission diplomatique auprès de l'électeur de Brandebourg (1663-1664)
Louis XIV a mené une politique de division en Allemagne en appuyant les principautés regroupées dans la Ligue du Rhin. Lisola est envoyé à Berlin auprès de l'électeur de Brandebourg pour  obtenir une assistance de l'électeur de Brandebourg dans sa lutte contre les Ottomans au moment où la noblesse protestante hongroise envisageait de créer une république aristocratique sous protectorat ottoman. Lisola a constaté le rapprochement entre l'électeur de Brandebourg et Louis XIV qui a conduit à un traité d'alliance signé en mars 1664. À la suite des discussions entre la France et l'électeur de Brandebourg, ce dernier est entré officiellement dans la Ligue du Rhin en novembre 1665, mais dans le même temps il déclarait à l'ambassadeur impérial, en mars 1665, « plus nous y entrerons, plus elle sera faible ». L'empereur a convoqué la diète générale de l'Empire à Ratisbonne pour obtenir le soutien des différents États contre les Turcs. La première séance a lieu le 20 janvier 1663. La diète devait discuter des questions prévues par la paix de Westphalie ainsi que de points particuliers touchant le Brandebourg. Dans le même temps, Lisola s'étant rendu à Kœnigsberg a obtenu le soutien de l'électeur de Brandebourg pour la lutte contre les Turcs avec la promesse de l'envoi d'un corps de 2 100 brandebourgeois. Le Grand électeur se plaignait des procédés de l'empereur qui ne tenait pas compte de son appui et ne lui rendait pas le duché de Jægerndorf. Lisola a demandé au gouvernement impérial de lui donner satisfaction sur ce point et pestait dans ses relations du 2 janvier et 13 février 1664 contre « cette bienheureuse affaire de Jægerndorf ». Lisola jugeait l'électeur de Brandebourg pris dans les filets de la France (in retibus Gallorum).

### Mission diplomatique en Espagne (1665-1666)
Entre 1663 et 1673, l'ambassadeur de l'empereur Léopold Ier en Espagne est le comte Franz Eusebius von Pötting. Pendant sa mission à Madrid, Lisola agissait indépendamment de l'ambassadeur Pötting auprès de la Cour. L'empereur a envoyé Lisola pour renforcer le clan anti-français dans une Cour divisée entre factions depuis la mort de Philippe IV en septembre 1665 et les relations entre Vienne et Madrid distendues depuis 1657. Dans une note à Schawartzenberg du 8 avril 1665, il note « la division est telle en cette Cour qu'il est difficile d'en espérer rien de bon ». CE que résumait Pötting dans son journal : « Quand la tête ne commande plus les autres membres du corps, ce sont eux qui prétendent dominer la tête ». Le chef du « parti français » est Gaspar de Bracamonte y Guzmán, comte de Peñaranda. Ce parti est favorable à une alliance avec les Provinces-Unies et la France. Ce parti était porté par la haine contre le comte d'Olivares. Un de ses partisans est José Arnolfini qui a écrit un pamphlet en juillet 1666 justifiant la lutte contre les « hérétiques » d'Angleterre et les rebelles du Portugal, et s'oppose à toute alliance avec des États protestants. Le « parti antifrançais » a pour chef Ramiro Núñez de Guzmán, duc de Medina de las Torres qui est favorable à un rapprochement avec la Maison de Habsbourg d'Autriche et avec l'Angleterre. Il considère que l'alliance avec l'Angleterre permettrait de tenir en échec les ambitions maritimes et commerciales de la France et de la Hollande. Le principal relais de Lisola à la Cour était Ramiro Núñez de Guzmán, duc de Medina de las Torres avec lequel il était en accord. Lisola s'est opposé vivement aux propositions d'Arnolfini. Par ailleurs il avait noué des contacts avec don Juan José d'Autriche, un fils bâtard de Philippe IV.
Lisola participe aux négociations à Madrid pour le mariage entre l'empereur Léopold Ier et l'infante Marguerite-Thérèse d'Autriche. Par ailleurs, dans la deuxième guerre anglo-néerlandaise, la Hollande était alliée à la France et au Danemark. L'Angleterre a recherché des alliés et pris contact avec l'empereur. Celui-ci s'est montré favorable à cette ouverture à condition que l'Espagne accepte d'entrer dans l'accord. L'empereur a alors demandé à Pötting et Lisola d'agir en ce sens auprès du gouvernement espagnol. L'empereur considérait qu'une alliance avec l'Angleterre était favorables aux intérêts de l'Empire et de l'Espagne. Une négociation s'ouvre alors entre le représentant de l'Angleterre, Lord Sandwich, et l'Espagne dont le but était de permettre une trêve entre l'Espagne et le Portugal dans la guerre de Restauration. L'ambassadeur de France, informé par Arnolfini, va tenter de s'opposer à cet accord.
L'ambassadeur de France auprès de la Cour espagnole, l'archevêque d'Embrun Georges d'Aubusson de La Feuillade, transmet le livre d'Antoine Bilain publié en mai 1667 du Traité des droits de la Reine très chrétienne sur divers États de la monarchie d'Espagne pour justifier les prétentions de la reine Marie-Thérèse, épouse de Louis XIV, sur les Pays-Bas espagnols. Quand Pötting le reçoit de la régente Marie-Anne d'Autriche (1634-1696), il le traite de « plus licencieux des traités qu'il ait jamais vu ».

### Seconde mission diplomatique à Londres (1666-1668)
La Cour impériale considérait que tant que l'Angleterre et les Provinces-Unies seraient en guerre, il serait impossible de faire un accord avec un sans se faire un ennemi avec l'autre, et que la guerre qu'ils se faisaient les épuiserait, ne leur permettant pas de s'opposer aux intentions belliqueuses de Louis XIV. Le jeu de la France était au contraire d'entretenir ces divisions. François de Lisola a reçu l'ordre de l'empereur de se rendre à Londres avec la mission d'offrir sa médiation entre l'Angleterre et les Provinces-Unies dans la deuxième guerre anglo-néerlandaise et de reconnaître en même temps s'il était possible d'obtenir une alliance entre l'Empire, l'Angleterre et les Provinces-Unies pour permettre la défense des Pays-Bas espagnols. Il est à Londres peu de temps après le grand incendie de Londres. Il était passé par Bruxelles, en évitant la France où il craignait d'être arrêté. Il y est en novembre 1666, où il a rencontré le marquis Francisco de Castel Rodrigo, gouverneur des Pays-Bas espagnols, et sir William Temple, ambassadeur, et lui promet de lui transmettre le texte d'Arnolfini.
Le « Grand-Roi » adresse le Traitté des droits de la Reyne très-chrestienne sur divers Estats de la Monarchie d'Espagne d'Antoine Bilain accompagné d'une lettre du roi à Madrid le 8 mai 1667, dans lequel il réclame la cession du duché de Brabant, de la seigneurie de Malines, d'Anvers, de la Gueldre supérieure, de Namur, du Limbourg, avec les places d'outre-Meuse, du Hainault, de l'Artois, de Cambrai, du duché de Luxembourg, d'une partie de la Flandre et de toute la Franche-Comté. Le 24 mai 1667, les trois corps d'armée français passent à l'attaque et envahissent les Pays-Bas espagnols au début de la guerre de Dévolution. Cette attaque montrant que les craintes exprimées par Lisola étaient justifiées va entraîner des changements d'alliance en Europe. Après la prise de Lille le 28 août 1667, puis la victoire du maréchal de Créquy sur les troupes espagnoles commandées par comte de Marsin, Louis XIV a alors décidé d'arrêter l'avancée de ses troupes. 
Lisola a persuadé l'empereur d'envoyer à la Diète de l'Empire des représentants du Cercle de Bourgogne. Depuis la Transaction d'Augsbourg, les possessions bourguignonnes des Habsbourg étaient liées au Saint-Empire romain par une clause d'assistance. En juin 1667, Humbert de Precipiano et Claude-Ambroise Philippe se rendent à la diète de Ratisbonne, où ils arrivent le 25 juillet 1667, pour participer aux débats sur la « garantie d'Empire ». Lisola est alors à Londres. Il va suivre et conseiller Precipiano et Philippe par un échange de lettres important. Il les met en garde contre les manœuvres du plénipotentiaire français, Robert de Gravel, qui essaie d'obtenir des princes allemands la continuation de la Ligue du Rhin. Cependant, si l'empereur essayait de mettre en place des alliances pour contrecarrer les ambitions de Louis XIV, il n'avait les moyens militaires lui permettant d'intervenir car il devait faire face à des nobles hongrois « Malcontents » et à la menace des Ottomans, aussi choisit-il de signer avec Jacques Bretel de Grémonville, ambassadeur de France à Vienne, un traité secret, le 19 janvier 1668, pour partager les possessions de Charles II que l'on croyait mourant avec Louis XIV,.
L'Angleterre et les Provinces-Unies, après avoir signé le traité de Bréda, signent un traité d'alliance le 23 janvier 1668, rejoints par la Suède formant la Triple Alliance. 
La Franche-Comté est conquise par les armées de Louis XIV pendant une campagne qui a duré du 2 au 19 février 1668.
La paix signée entre l'Espagne et le Portugal le 13 février 1668 permet à l'Espagne de libérer des troupes qui lui avaient fait défaut pour la défense des Pays-Bas espagnols et de la Franche-Comté. 
Le traité d'Aix-la-Chapelle met fin à la guerre de Dévolution. La Comté de Bourgogne occupée par la France en février 1668 est rendue à l'Espagne, la France recevant les places fortes des Pays-Bas espagnols.

### Mission diplomatique aux Provinces-Unies (1669-1673)
Lisola a quitté Londres pour s'installer à La Haye en 1669. À La Haye, comme à Londres, il n'est par l'ambassadeur représentant l'empereur. Depuis 1667, l'ambassadeur est Daniel Kramprich (1617-1693) qui est resté en poste pendant vingt-cinq ans. Pendant la présence de Lisola à La Haye, entre 1669 et 1673, il est resté dans son ombre. Il s'est occupé des affaires courantes pendant que Lisola traitait des problèmes politiques. À La Haye, comme à Londres, il va essayer de renforcer la Triple Alliance et d'y faire entrer l'Empire. Il propose d'y introduire une clause d'assistance mutuelle en cas de non-respect des clauses du traité d'Aix-la-Chapelle. L'introduction de cette clause a été refusée par l'Angleterre.
Le roi Charles II d'Angleterre signe avec Louis XIV le traité secret de Douvres, le Ier juin 1670. Un traité d'alliance entre l'empereur Léopold et Louis XIV est signé à Vienne le Ier novembre 1671. Un traité d'alliance est signé entre le roi d'Espagne Charles II et les Provinces-Unies le 27 décembre 1671. Un traité d'alliance perpétuelle est signé entre la France et la Suède le 14 avril 1672.
Le 28 mars 1672, Charles II d'Angleterre déclare la guerre aux Provinces-Unies et commence la Troisième guerre anglo-néerlandaise et le 6 avril, c'est Louis XIV qui déclare la guerre aux Provinces-Unies et commence la guerre de Hollande. Lisola écrit le 23 mai 1672 de La Haye à l'empereur Léopold Ier de s'engager au côté des Néerlandais. Pour l'empereur, sa priorité était d'arrêter la progression des Turcs dans la république des Deux Nations qui venaient de s'emparer de Kamenets, et lutter contre les Malcontents hongrois. L'empereur jugeait qu'il ne pouvait s'engager sur deux fronts. Ce n'est que le 18 juin 1672, six jours après le passage du Rhin à Tolhuis par les troupes françaises, que l'empereur a quitté sa position de neutralité pour s'engager contre Louis XIV. La difficulté dans la rédaction du traité d'alliance a été d'ordre financier. L'empereur devait fournir des troupes qui devaient être payées par les Provinces-Unies. Les négociations dirigées par Lisola pour l'empereur aboutir à un traité d'alliance entre l'empereur et les Provinces-Unies signé à La Haye le 25 juillet 1672 et ratifié un mois plus tard. Ce traité a été précédé du renouvellement de l'alliance défensive entre l'empereur et l'électeur de Brandebourg, Frédéric-Guillaume, le 23 juin. Le déclenchement de la guerre de Hollande a entraîné le massacre du grand pensionnaire Johan de Witt et de son frère Cornelis de Witt le 20 août par la foule manipulée par les orangistes, qui les accusait à tort d'avoir trahi le pays. Guillaume d'Orange-Nassau a été nommé au poste de stathouder le 4 juillet.

## François de Lisola publiciste
Pierre Bayle écrit dans le Dictionnaire historique et critique qu'on attribue à Lisola un grand nombre de publications mais qu'il n'est pas certain qu'elles soient toutes de lui. Lisola a été un diplomate pamphlétaire dont les écrits utilisent les connaissances qu'il a acquises pendant ses études de droit.

### Bouclier d'Estat et de Justice
Antoine Aubéry publie la même année Des justes prétentions du roi sur l'Empire. Ce dernier ouvrage prétendait établir les droits du roi de France sur l'Empire germanique. 
La prétention du roi France à la dévolution des possessions des Habsbourg d'Espagne va entraîner un « combat de plumes ». François-Paul de Lisola va répondre à cette aspiration de Louis XIV à la monarchie universelle dans le Bouclier d'Estat et de Justice contre le dessein manifestement découvert de la Monarchie Universelle, sous le vain prétexte des prétentions de la reyne de France.

### La Sauce au verjus
En 1672, Louis Verjus, représentant de Louis XIV en Allemagne, a engagé une polémique contre Lisola. Il fait paraître en 1673 une lettre au Prince d'Osnabrück à laquelle Lisola a répondu, sous le nom de François de Warendorp, par le livre La Sauce au verjus paru en 1674.

## Famille
François-Paul de Lisola était marié à la fille d'un musicien du groupe impérial, Cécile Lisola.
- Éléonore de Lisola mariée en 1667 avec Jacques Corneille van Wissenkercke, baron de Pellenberg et de Sprang.
  - François van Wissenkercke (†1699), baron de Pellenberg et de Sprang, marié avec Anne van der Duyn (†1717)
    - Anne Marie van  Wissenkercke, mariée le 19 mai 1716 avec Melchior Joseph de Villegas.

## Publications
- Discours funebre sur la mort de la serenissime Princesse Isabelle Clere Eugenie infante d'Espagne, par Denys Couche, Besançon, 1634 (lire en ligne)
- Bovclier D'Estat Et De Justice contre le dessein manifestement découvert de la Monarchie Universelle, sous le vain prétexte des prétentions de la reyne de France, Bruxelles,  1667 (lire en ligne)
- Remarques sur le procédé de la France, touchant la négociation de la paix, 1668 (lire en ligne)
- Suite des fausses démarches de la France sur la négociation de la paix, 1668 (lire en ligne)
- Conference sur les interests de l'estat present de l'Angleterre, touchant les desseins de la France, 1668 (lire en ligne)
- Lettre d'un gentilhomme ligeois, envoyée à l'autheur des remarques, qui servent de réponse à deux escrits imprimez à Bruxelles, contre les droits de la reyne sur le Brabant, Chez Clément Toussaint, Liège, 1668 (lire en ligne)
- La France démasquée ou ses irregularitez dans sa conduite, et maximes, 1670 (lire en ligne)
- Discours touchant les prétentions de la France sur les places de Condé, Linch, etc. en vertu du traité d'Aix-la-Chapelle, avec la continuation d'encore un an, chez Jean Laurent, La Haye, 1671 (lire en ligne)
- Suite du dialogue sur les droits de la reyne très-chréstienne par où se découvre la vanité des prétentions de la France sur les Pays-Bas, & Comté de Bourgogne, 1671 (lire en ligne)
- Conférence infructueuse de Windischgrätz, ou violence de la France à obtenir la Lorraine avec ce qui s'est passé là-dessus de plus remarquable, chez Louis François, Charleville, 1671 (lire en ligne)
- Le Politique du temps ou le Conseil fidelle sur les mouvemens de la France, tiré des événemens passez pour servir d'instruction à la Triple Ligue, Charleville, 1671.
- Traité politique sur les mouvemens presens de l'Angleterre contre ses interests, & maximes fondamentales, chez Henry Thomas, Ville-Franche, 1671.
- Eclaircissements sur les affaires de Lorraine pour tous les princes chrestiens, chez Martin Fredrick, 1671 (lire en ligne)
- Lettres et autres pièces curieuses sur les affaires du temps, rédigées par Lisola, Crampricht et Maximilien-Henri, édité par le marquis de Grana, Amsterdam en 1672 (lire en ligne).
- Le dénouëment des intrigues du temps, par la responce au livret intitulé, Lettres Lettres et autres pièces curieuses sur les affaires du temps fait par S.I.P.P.B., 1672 (lire en ligne) (Remarque : c'est le même livre que le précédent mais avec un frontispice différent.)
- Mémoire du roi Très Chrétien à l'abbé de Gravel, envoyé par Sa Mté, avec la dépêche, en date du camp de Maeschtricht 18 juin 1673, avec la lettre d'un Conseiller d'Estat d'un prince de l'Empire, escrite à ce sujet au député de son maître à la diète de Ratisbonne, 1673
- Considerations politiques au sujet de la guerre presente entre la France et la Hollande, à Amsterdam, 1673 (lire en ligne)
- Remarques sur le discours du commandeur de Gremonville, fait au Conseil d'Estat de sa Majesté Impériale, chez Arnout Leere, le fils, 1673 (lire en ligne)[23]
- Appel de l'Angleterre touchant la secrete Cabale ou Assemblée à Withael à & envers Le Grand Conseil de la Nation se trouvant la Noblesse & la Communeauté assemblée fait en Anglais par un zélateur véritable de sa patrie, chès la vefve de fey Ioseph Bruyninck, Amsterdam, 1673 (lire en ligne)[24]
- La Sauce au verjus, Strasbourg, 1674. La dédicace est signée François de Warendorp, pseudonyme (lire en ligne).
- Le Politique du temps [par F.-P. de Lisola], avec les remarques nécessaires à sa parfaite intelligence, et une dissertation historique et politique sur l'estat présent de la chrétienté, à quoy on a joint une table des remarques, très curieuse et très commode pour trouver les belles matières qu'elles contiennent, La Haye, 1674 (lire en ligne).
- L'apologiste réfuté, ou, réponse aux calomnies de Certain prétendant justifier les guerres de France contre les mouvemens et la justice des armes de S.M. Impériale, Martin Lambert, Cologne 1674
- L'orateur françois ou Harangue de Monsieur l'archevesque d'Ambrun interprétée par les évènements de notre temps et l'estat des affaires présentes, chez Lambert Chocquier, Liège 1674 (lire en ligne)
- Requeste de Monsieur le baron de Lisola. Présentée à l'Empereur le 4. octobre 1674 (lire en ligne)[25].
- À Son Altesse Monseigneur le Prince d'Osnabrug, 1674 (lire en ligne)
- Détention de Guillaume, prince de Furstenberg, nécessaire pour maintenir l'autorité de l'Empereur, la tranquillité de l'Empire et pour procurer une paix juste, utile et nécessaire, 1675 (lire en ligne).
- Entretiens sur les affaires du temps, Strasbourg, 1674 (lire en ligne)

## Les ambassadeurs à l'époque de François de Lisola

### Ambassadeurs de l'empereur du Saint-Empire romain germanique
- ambassadeur à la Cour d'Espagne : le comte Franz Eusebius von Pötting, entre 1663 et 1673
- ambassadeur auprès des États-Généraux des Provinces-Unies : Jean Friquet, en 1658, Daniel Johannes Kramprich von Kronenfeld, entre 1667 et 1692

### Ambassadeurs du roi d'Angleterre
- ambassadeur auprès de l'empereur du Saint-Empire romain germanique : Sir William Curtius entre 1664 et 1677
- ambassadeur auprès du roi d'Espagne :  Henry Bennet, Earl of Arlington, en 1657-1661, Edward Montagu, Earl of Sandwich, 1666-1668, Robert Spencer, comte de Sunderland en 1671-1672
- ambassadeur auprès du roi de France : Henry Jermyn, Earl of Saint Albans, en 1660-1661 et 1662, puis en 1666-1668, Ralph Montagu en 1662-1663 et 1669-1672, Denzil, Baron Holles en 1663-1666, Sir John Trevor en 1668, Robert Spencer, Earl of Sunderland, en 1672-1673
- résident dans les Pays-Bas espagnols : Sir William Temple en 1666-1668
- ambassadeur auprès des États-Généraux des Provinces-Unies : Sir William Temple en 1669, Robert Spencer, Earl of Sunderland, en 1673
- ambassadeur auprès du roi de Suède : The Hon. Henry Coventry en 1664-1666, et 1671, Sir Edward Wood en 1672-1679

### Ambassadeurs du roi d'Espagne
- ambassadeur auprès du roi d'Angleterre : Charles de Watteville en 1660-1661, Antonio de Tovar y Paz, comte de Molina, en 1665-1669 et 1671-1672
- ambassadeur auprès du roi de France : Gaspar de Teves y Tello de Guzmán,  marquis de la Fuente, en 1661-1665
- ambassadeur auprès des États-Généraux des Provinces-Unies : Esteban de Gamarra y Contreras en 1654-1670, Emmanuel Francisco de Lyra en 1671-1678

### Ambassadeurs du roi de France
- ambassadeur auprès de l'empereur du Saint-Empire romain germanique : Jacques Bretel, commandeur de Grémonville, entre 1664 et 1673
- ambassadeur auprès du roi d'Espagne : Georges d'Aubusson de La Feuillade, archevêque d'Embrun, entre 1661 et 1664
- ambassadeur auprès du roi d'Angleterre : Godefroi d'Estrades en 1662, Henri de Massué, marquis de Ruvigny en 1666-1667 et 1674, Charles Colbert de Croissy en 1668-1674
- ambassadeur auprès du roi de Suède : chevalier Hugues de Terlon, en 1656, Simon Arnauld de Pomponne, ambassadeur extraordinaire entre 1665 et 1668, puis en 1671-1672, Honoré Courtin entre 1672 et 1676
- ambassadeur auprès du roi de Danemark : chevalier Hugues de Terlon, en 1666
- ambassadeur auprès du roi de Pologne : Antoine de Lumbres entre 1656 et 1665
- ambassadeur auprès des États-Généraux des Provinces-Unies : Godefroi d'Estrades, en 1667, Simon Arnauld de Pomponne en 1668-1671
- ambassadeur auprès de l'électeur de Brandebourg : Antoine de Lumbres en 1655-1656, Louis de Verjus en 1671
- ambassadeur auprès de l'électeur de Mayence : Robert de Gravel en 1667, représentant le roi de France à la diète de députation de Francfort en 1656 et à la Diète d'Empire de Ratisbonne
- ambassadeur auprès des cantons suisses : Robert de Gravel de 1676 à 1684.

### Ambassadeurs du roi de Suède
- ambassadeur auprès du roi de France : Hugo Grotius, entre 1634 et 1644
- ambassadeur auprès du roi d'Angleterre : Harald Appelboom, en 1652
- ambassadeur auprès des États-Généraux des Provinces-Unies : Harald Appelboom, en 1653

### Ambassadeurs de l'électeur de Brandebourg
- résident auprès du roi de France : Abraham de Wicquefort entre 1626 et 1658

### Ambassadeurs des Provinces-Unies
- ambassadeur auprès du roi de Suède : Coenraad van Beuningen en 1652-1654
- ambassadeur auprès du roi du Danemark : Coenraad van Beuningen en 1655-1658
- ambassadeur auprès du roi de France : Coenraad van Beuningen en 1660-1666